# Simone (parente di Gesù)
Nel Nuovo Testamento Simone è un "fratello" (αδελφός) di Gesù (Mc6,3;Mt13,55-57). 
Dato il significato polisemico del termine greco semitizzato e la povertà degli accenni neotestamentari, è impossibile risalire alla sua reale parentela con Gesù e sono state ipotizzate diverse alternative: fratello, fratellastro, cugino (vedi Interpretazioni storiche sui fratelli di Gesù).
Nella tradizione cristiana è identificato con Simeone, secondo vescovo di Gerusalemme.